# V-Cube 7

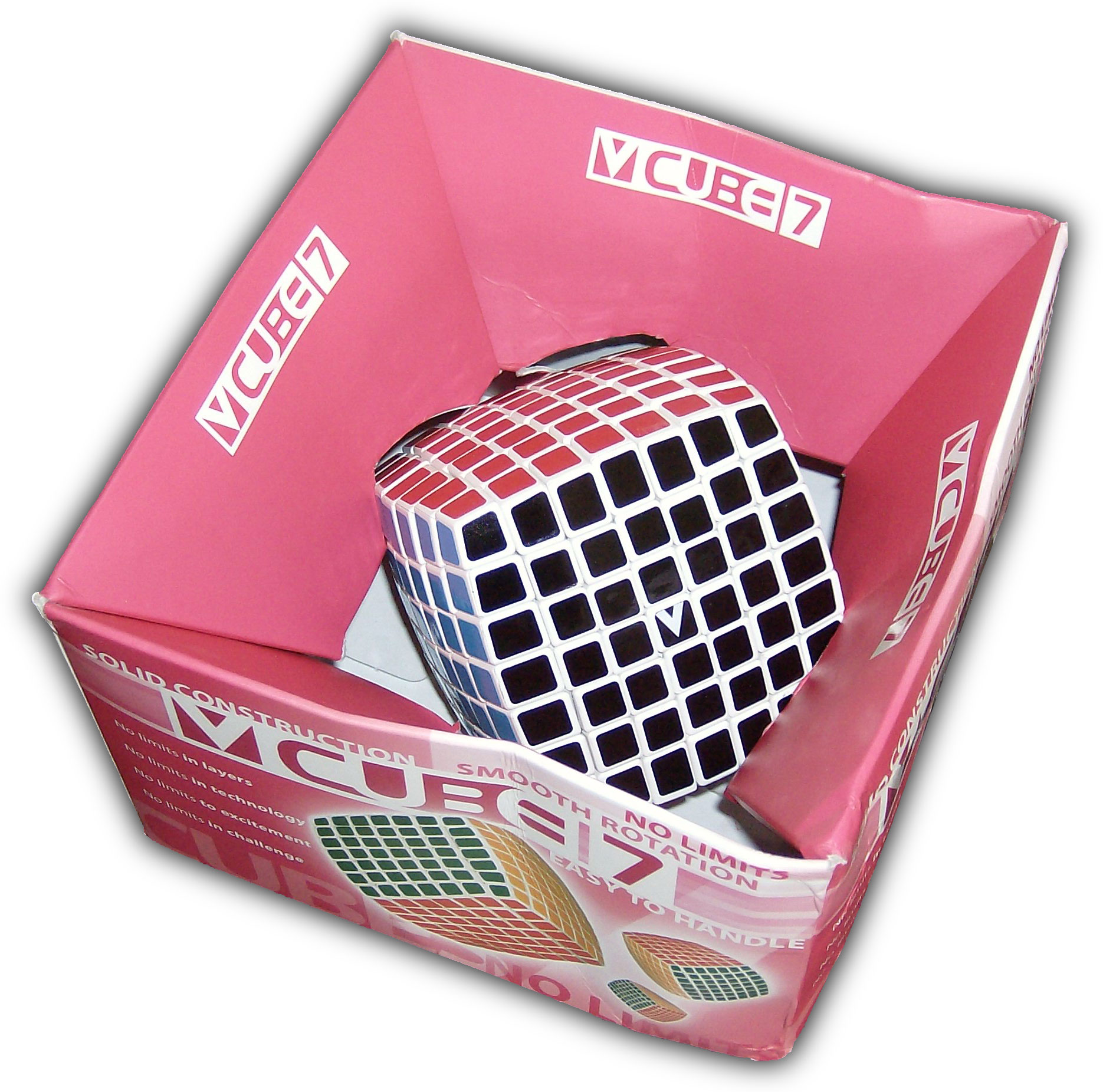
Hộp đồ chơi V-Cube 7
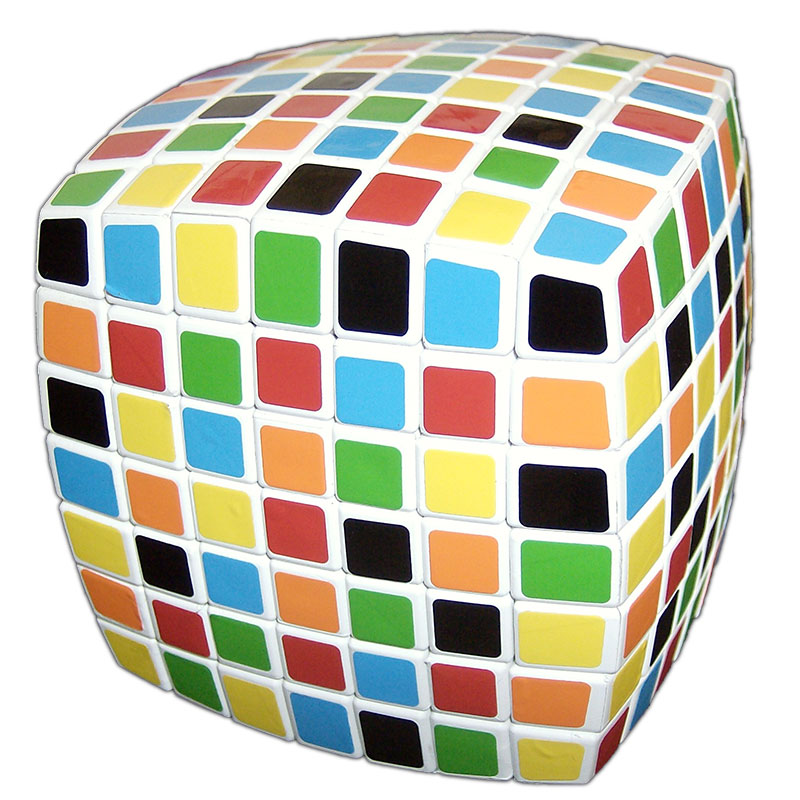
V-Cube 7 bị xáo trộn
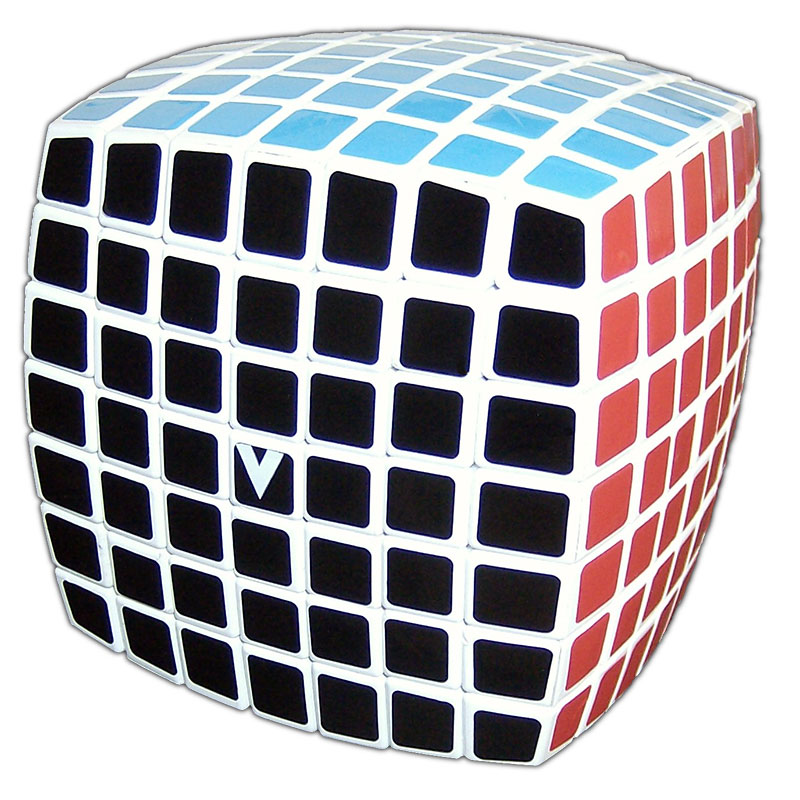
V-Cube 7 đã giải

V-Cube 7 là phiên bản 7×7×7 của Lập phương Rubik. Đây là phát minh của Panagiotis Verdes người Hy Lạp vào năm 2008.

## Cấu tạo

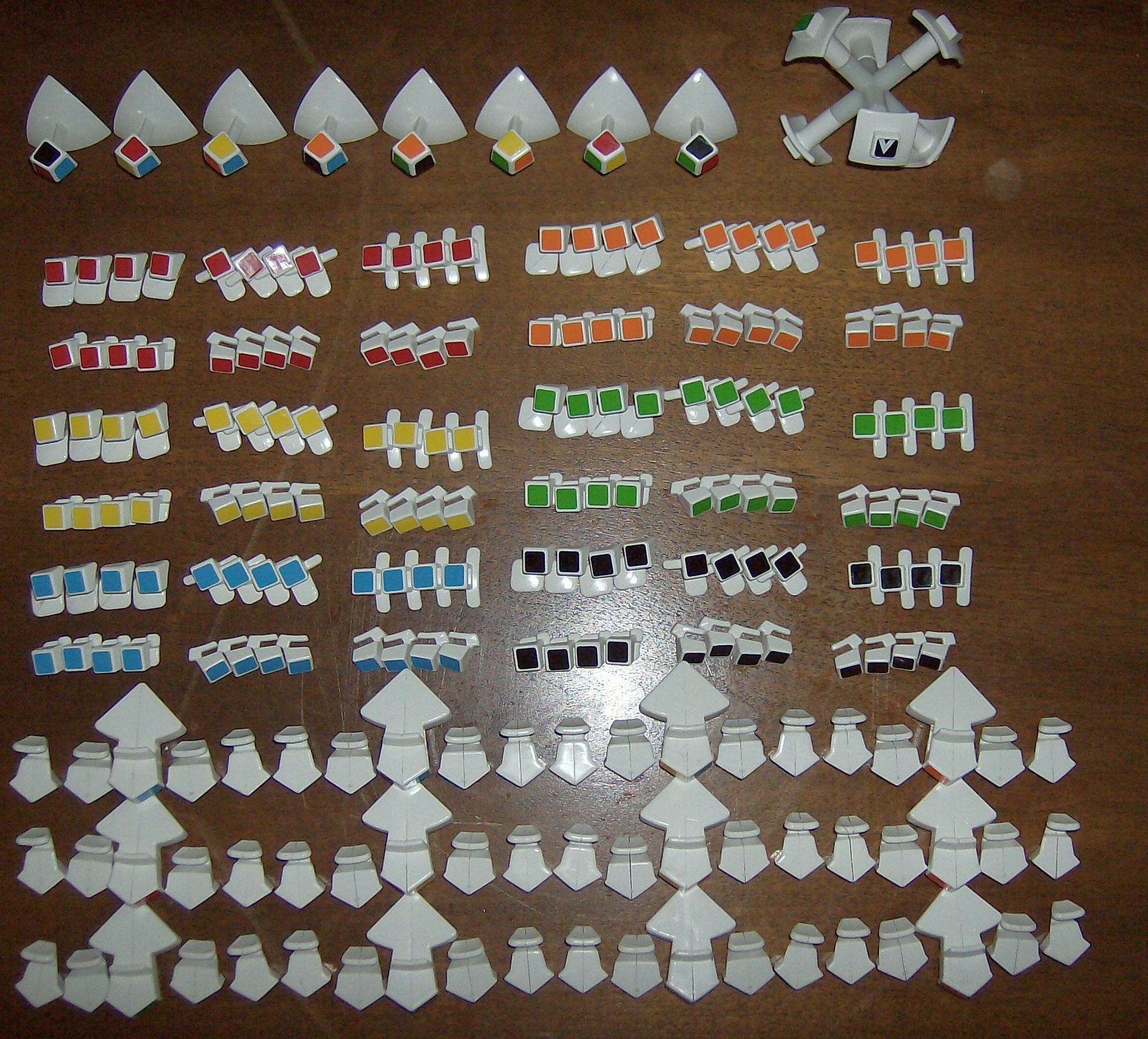
Cấu tạo

### Đến cấu dạng bền vững của V-Cube 7

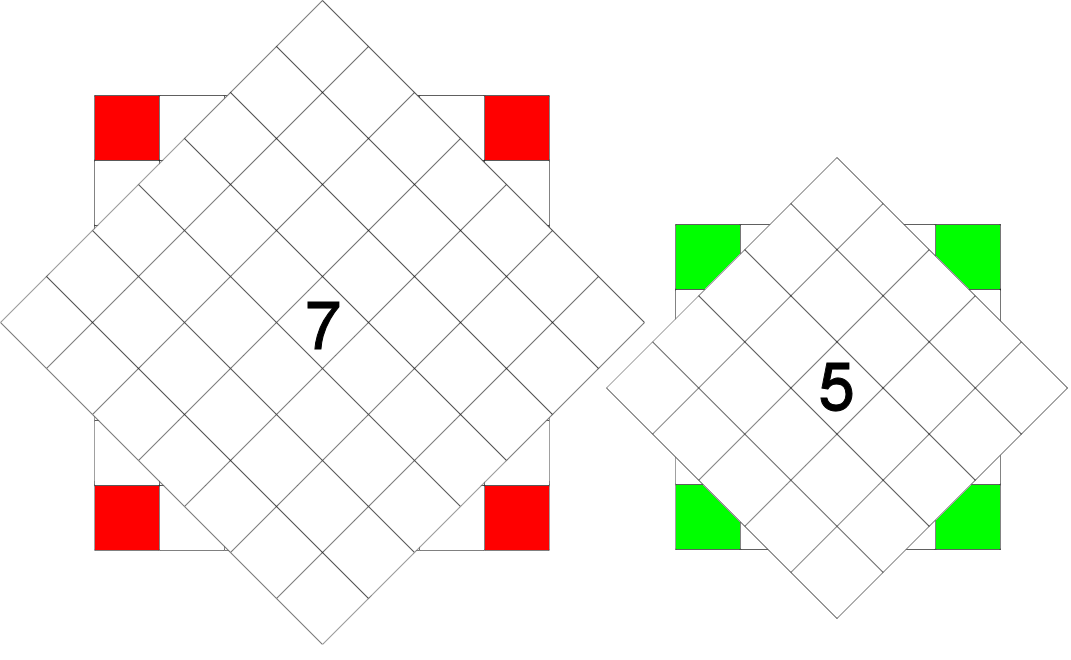
Hình thái Rubik giáo sư và V-Cube 7 khi xoay 1 mặt 45 độ

## Số hoán vị
{\displaystyle {\frac {8!\times 3^{7}\times 12!\times 2^{10}\times 24!^{8}}{24^{36}}}\approx 1.95\times 10^{160}}

## Cách giải
Các cách giải của Rubik giáo sư hoàn toàn áp dụng được cho V-Cube 7.

## Kỉ lục
Max Park (Hoa Kỳ) đang giữ kỷ lục 1 phút 40,89 giây tại giải CubingUSA Nationals 2019 và cũng đang giữ kỷ lục trung bình cho 3 lần giải là 1 phút 46,57 giây tại giải Houston Winter 2020